# Crump (Tennessee)
Pour les articles homonymes, voir Crump.
Crump est une municipalité américaine située dans le comté de Hardin au Tennessee.
Selon le recensement de 2010, Crump compte 1 428 habitants. La municipalité s'étend sur 13,36 milles carrés (34,6 km2).
Crump devient une municipalité en 1988. Elle accueille un campus de l'université de technologie appliquée du Tennessee.